# Anders Stadheim
Anders Fossøy Stadheim (født 14. august 1980 i Sogndal, Norge) er en norsk tidligere fodboldspiller (midtbane).
Stadheim spillede størstedelen af sin karriere hos Sogndal Fotball i sin fødeby. Han havde også et kortvarigt ophold hos Fredrikstad, som han vandt den norske pokalturnering med i 2006. Han spillede desuden to kampe og scorede ét mål for det norske landshold i januar 2004.
Norsk pokal
- 2006 med Fredrikstad